# Georges Scott
Pour les articles homonymes, voir George Scott (homonymie), Bertin et Scott.
Georges Scott, ou Scott de Plagnolle, né Georges Bertin Scott de Plagnolle le 10 juin 1873 à Paris et mort le 10 janvier 1943 dans la même ville, est un peintre et illustrateur français.
Signant parfois ses compositions Bertin, il est connu notamment pour ses dessins de la Première Guerre mondiale publiés dans L'Illustration, journal auquel il collaborera pendant quarante-sept années.

## Biographie

### Jeunesse et formation
Georges Bertin Scott de Plagnolle naît le 10 juin 1873 à Paris (dans le 6e arrondissement). Son père, Henri Louis Scott de Plagnolle (1849-1884), est peintre ; sa mère est née Sophie Héloïse Brière. Il épouse Nelly Martyl le 12 juillet 1909 à Paris (9e arrondissement).
Il fait sa scolarité à l’École alsacienne à Paris, où il dessine beaucoup : « J’ai toujours dessiné […]. Mon père était peintre et illustrateur. Je suis né dans un atelier ». Orphelin de père en 1884, il étudie aux Beaux-Arts, puis fait partie des élèves d'Édouard Detaille. Il publie son premier dessin dans Le Drapeau en 1887, et consacre la première partie de sa carrière dans l'illustration en suivant la voie paternelle. Il est sociétaire des artistes français hors-concours en 1897. Lors du Salon de cette même année, il reçoit une médaille de 3ème classe pour son tableau, La Revue de Châlons.
De rares œuvres de jeunesse attribuables à l'artiste, comme Combat de chien 1893, permettent de distinguer certaines de ses caractéristiques majeures, comme son attention à la représentation des vêtements.

### Carrière d'avant guerre
Peintre et illustrateur, il travaille pour divers périodiques, dont Cocorico et L'Illustration où il publie son premier dessin, « La catastrophe d’Anderlues », le 19 mars 1892 à l'âge de dix-neuf ans. Plus tard, il exécute des couvertures pour Je sais tout, avec notamment l'illustration de la nouvelle fantastique La tresse blanche de René Maizeroy dans le numéro 40 de mai 1908. Il illustre également, pour ce même magazine, le roman de science-fiction  de Michel Corday Le mystérieux Dajann-Phinn, dans les numéro 39 et 40 d'avril à mai 1908.
En 1911, le ministre de la Guerre Adolphe Messimy demande à Scott et à Detaille des études pour rénover et modifier les uniformes de l'Armée française, à la suite d'un regain de popularité de l'Armée au tournant de l'année 1911. Scott réalise des uniformes de bonne tenue, et campe des soldats de bonne prestance, selon la présentation qui en est faite dans L'Illustration. Il aurait cependant rendu plus décoratifs des uniformes de cavalerie déjà très pourvus. Si leurs projets ne furent pas adoptés à cause de la désapprobation globale, certains sont publiés dans des journaux comme L'Illustration en mars 1912 ou Le Sport universel illustré du 28 avril 1912.
Cette même année de 1911, il présente au Salon son portrait du roi d'Angleterre George V, sa toute première commande royale.
En 1912, il couvre comme correspondant de guerre pour le journal L'Illustration la première guerre balkanique, auprès de l'Armée bulgare. Il revient en Thrace en juillet 1913 pour la deuxième guerre balkanique, mais auprès de l'Armée grecque, rencontrant le roi Constantin. En septembre 1913, à l’occasion du voyage du roi de Grèce à Paris, celui-ci rend visite à Scott dans son atelier pour y voir l'esquisse de son portrait équestre, achevé à Athènes au printemps 1914.
Il est l'un des membres fondateurs de la Société des peintres militaires français, créée le 17 décembre 1913. Cette société fut mise en place par plusieurs artistes pratiquant la peinture militaire, comme François Flameng ou Raymond Desvarreux-Larpenteur, par crainte de la disparition du genre à la suite de la mort de Detaille, le grand représentant de la discipline, le 24 décembre 1912.
Pendant l'été 1914, Scott est à Constantinople pour faire le portrait de Djemal Pacha.

### Première Guerre mondiale
Quand la mobilisation est déclarée, il rentre à Paris. Envoyé à la frontière avec l'Alsace comme correspondant de guerre, son premier dessin, « On ne passe pas ! », paraît en une de L'Illustration le 8 août 1914. Il est affecté en août 1914 au 32ème régiment d'infanterie territoriale, avec pour mission de dessiner les uniformes et les avions pour la reconnaissance.
Il est également nommé peintre du musée de l'Armée dès décembre 1914. Cela fait suite à une demande du général-directeur du musée de l'Armée Gustave Léon Niox auprès du ministre de la Guerre Alexandre Millerand, dans laquelle il explicite sa volonté de réquisitionner des artistes pour doter l'institution d'œuvres en rapport avec le conflit en cours. Georges Scott fut notamment l'un de ceux qui aurait sollicité directement le musée dès les premières semaines du conflit pour organiser de telles missions, fort de son expérience dans le domaine après sa couverture comme correspondant de guerre des conflits balkaniques.
Georges Scott est particulièrement actif durant la guerre, au plus près du conflit. En 1915, il se trouve affecté au dépôt du 13ème régiment d'artillerie dans le nord de la France. Scott se caractérise par une retranscription des faits pour donner à voir une reconstitution de la guerre. Il accumule des éléments iconographiques, c'est-à-dire ce de croquis du front mais aussi via des photographies, et les associe à des récits de guerre issus de la presse. Il recompose en atelier ces éléments pour donner des scènes d'un fort réalisme. Il cherche le mouvement, cadre ses sujets afin d'accroître l'intensité jusqu'à la rendre dramatique dans certaines compositions. Scott réalise de nombreuses planches représentant le front, des illustrations de cartes postales, ainsi que des affiches pour le recrutement militaire. Il souligne particulièrement, au-delà d'un patriotisme que l'on peut lui attribuer, l'héroïsme des soldats durant le conflit en cours.
Peintre des armées à partir de 1916, il se trouve à Verdun en 1916, aux côtés du 20ème escadron du Train. Sa représentation de l'interminable convoi de ravitaillement français en direction de Verdun devient une icône de la propagande pendant la Première Guerre mondiale. Il réalise également des croquis pour le théâtre des armées, une initiative d'Emile Fabre alors administrateur de la Comédie-Française soutenue par les autorités civiles et militaires.
L'année 1917, il se trouve d'abord sur le front britannique avant de se rendre à partir de l'été en Italie pour faire état de la guerre dans un reportage, notamment dans les massifs montagneux des Dolomites, ainsi que sur les destructions subies par la ville de Venise,.
Il retourne sur le front ouest en 1918, et ce jusqu'à la fin de la guerre.

Georges Scott fournit durant tout le conflit des dessins pour L'Illustration, rendant compte des événements dont il est témoin. Bien que sa production alimente la propagande française durant la Grande Guerre, celui-ci sait pertinemment l'usage qui est fait de son art et loue les mérites de ceux qui ont un discours plus réaliste de la situation des Hommes aux combats. Il déclare, dans une lettre à Henri Barbusse, après avoir lu une copie du roman Le Feu: 
« [...] Vous êtes un des rares, très rares, qui ont vu et compris la guerre telle qu'elle est, c'est pourquoi je tiendrai beaucoup à avoir votre appréciation sur ce que j'ai fait jusqu'ici. Ce que vous avez vu dans L'Illustration, n'est que de l'imagerie. Ce que je fais pour moi, vous verrez est très différent. [...] » 
Cette « première production » pour le journal est en effet très différente de sa seconde, plus féroce et à la limite de la caricature. Durant le conflit, Georges Scott travaille surtout en grisaille et en camaïeu, une technique particulièrement appropriée pour la reproduction dans les journaux.

### Entre deux-guerres et Seconde Guerre mondiale
À la suite de la guerre la population française se désintéresse de la peinture militaire, souhaitant pour la majorité à ce que la Grande Guerre soit bien « la Der des Ders ». Georges Scott est également marqué par le conflit et ses horreurs, et produit peu d'œuvres de guerre. Cortège des morts défilant sous l'arc de Triomphe est considérée comme sa dernière peinture militaire. Il continue néanmoins de produire des affiches de recrutement pour l'Armée française: troupes coloniales, armée d'Afrique, troupes métropolitaines. Il s'agit de promouvoir une armée alors considérée comme l'une des plus puissantes après la Première Guerre mondiale, et ce jusqu'en 1940. La précision qu'il met dans chaque uniforme représenté doit faire rêver les potentiels futurs candidats. À partir des années 1930, la montée en puissance des régimes totalitaires en Europe et la possibilité d'une nouvelle guerre font que Scott réintègre peu à peu de l'armement dans ces affiches, comme des chars et des avions parmi les plus modernes pour l'époque.
Pendant cette même période de l'entre-deux-guerres, il peint de multiples portraits de dirigeants d'Europe. En 1923, il présente au Salon le portrait du roi Alphonse XIII d'Espagne, dont il aurait possiblement eu la commande en décembre 1922 lorsqu'il est reçu par le roi espagnol. Entre 1924 et 1925, il réalise un portrait équestre du Roi Alexandre 1er de Yougoslavie, conservé aujourd'hui au Palais royal de Belgrade. Il peint le portrait équestre de Mussolini en 1926, et expose au Salon de 1938 celui du général Franco en généralissime des armées nationalistes.
À l'international, il participe notamment aux Jeux olympiques d'été 1928 à Amsterdam (Pays-Bas), dans la discipline « Compétitions artistiques » en peinture, dessins et aquarelles. Cette discipline a été mise en place par Pierre de Coubertin qui souhaitait mêler le sport aux arts, et a existé durant huit olympiades : 1912, 1920, 1924, 1928, 1932, 1936, 1948 et 1952. Les concours d'art sont ensuite retirés des Jeux car beaucoup d'artistes participant étaient professionnels, ce que le comité international olympique ne souhaitait pas. Georges Scott a exposé deux œuvres avec les autres artistes concourant, au Stedelijk museum, Chasseur Alpiniste et Fantasia. Il n'a cependant gagné aucune médaille.
En 1932, il peint le portrait équestre du maréchal Foch, en le plaçant en généralissime et grand chef militaire de la Première Guerre mondiale.
Il couvre par la suite la guerre d'Espagne et le tout début de la Seconde Guerre mondiale, jusqu'à son dernier dessin publié dans le numéro du 30 décembre 1939.

### Mort de l'artiste et postérité
Georges Scott meurt le 10 janvier 1943 à l'âge de 69 ans. Il est inhumé au cimetière du Montparnasse (division 26, petit cimetière).
Faute d'avoir trouvé un musée à qui léguer la collection, la veuve de Georges Scott, Nelly Scott, vend en 1947 la production de son mari. Beaucoup atterrissent dans des collections privées.
L'Ecole de Saint-Cyr, en 1962, accepte un don de la sœur de Nelly Scott, soit l'héritage de ce qui n'a pas été vendu lors de la vente de 1947.
Aujourd'hui, les œuvres de Georges Scott, en institutions publiques, se trouvent principalement dans des musées d'Histoire en lien avec la guerre ou le domaine militaire. Ce sont les cas du musée de l'Armée, du musée de la Grande Guerre du pays de Meaux et de La Contemporaine.

## Distinctions
Il est nommé chevalier de la Légion d'honneur le 13 février 1912, puis promu officier le 21 janvier 1928.

## Œuvres

### Peintures
Bristol museums, musées, musées d'art et archives
- His Majesty King Georges V [30]

La Contemporaine, bibliothèque, archives et musée des mondes contemporains:
- Le Général Galliéni organisant la défense de Paris, 1914 (1914)
- Fantassins français attaquant une tranchée allemande à la baïonnette (1915)

Musée de l'Armée, Hôtel des Invalides
- Portrait du maréchal Foch (1930), version à l'aquarelle

Palais royal de Belgrade, Serbie
- portrait équestre du Roi Alexandre 1er de Yougoslavie (1924-1925)

Localisation inconnue
- Portrait du président du conseil du royaume d'Italie Benito Mussolini (1926)

### Dessins
La Contemporaine, bibliothèque, archives et musée des mondes contemporains:
- Chenay. Août 1915 (1915)

### Illustrations spécifiques pour la presse
Musée de l'Armée, Hôtel des Invalides:
- On ne passe pas! (1914), paru dans L'Illustration

Musée des Beaux-Arts de Reims:
- Coucher de soleil dans la plaine de l'Yser, pièce de 75 allant prendre position, paru dans L'Illustration, 1914[31]
- Les honneurs sous le feu (1914), paru dans L'illustration, numéro 3755 du 20 février 1915[32]
- Le drapeau, paru probablement dans L'Illustration, 1915
- Nos chasseurs en Haute-Alsace (Saint-Amarin), paru dans L'Illustration, 1916[33]

Illustrations rassemblées sur Internet archive (numérisation d'un exemplaire de la Bibliothèque du Canada), « L'Illustration: journal universel »:
- année 1914:
  - « On ne passe pas! », paru en première page du numéro 3728 du Samedi 8 août 1914 de L'Illustration
  - En Alsace! paru en première page du numéro 3729 du Samedi 15 août 1914 de L'Illustration
  - Tout Français est à son poste. La garde des voies ferrées par les vétérans, paru dans le numéro 3729 du Samedi 15 août 1914 de L'Illustration, page 129
  - Planche de silhouettes amies et ennemies, aussi nommée Planche de silhouettes qui vient d'être distribuée aux troupes françaises opérant en Belgique, pour leur permettre de reconnaître leurs amis et leurs ennemis, paru en première page du numéro 3729 du Samedi 15 août 1914 de L'Illustration, page 138
  - Correspondance militaire, « ...Nous venons de...; nous allons à... (il ne faut pas dire où); ni malade ni blessé, tout va très bien... », paru en première page du numéro 3730 du Samedi 22 août 1914 de L'Illustration
  - Les prisonniers, paru dans le numéro 3730 du Samedi 22 août 1914 de L'Illustration, pages 146 et 147 (double page)
  - Sur la route de Berlin, paru en première page du numéro 3731 du Samedi 29 août 1914 de L'Illustration
  - Leur façon de faire la guerre, paru dans le numéro 3731 du Samedi 29 août 1914 de L'Illustration, pages 165
  - Le Bon gîte - Une halte de fantassins de l'armée britannique dans un village normand, paru dans le numéro 3731 du Samedi 29 août 1914 de L'Illustration, pages 176
  - Et maintenant... en avant!, paru en première page du numéro 3733 du 12 au 19 septembre 1914 de L'Illustration
  - Une poignée de braves, paru dans le numéro 3733 du 12 au 19 septembre 1914 de L'Illustration, pages 205
  - A la baïonnette!, paru dans le numéro 3734 du Samedi 26 septembre 1914 de L'Illustration, pages 224 et 225 (double page)
  - Dans la tranchée - Lecture du Bulletin des Armées de la République, paru dans le numéro 3735 du Samedi 3 octobre 1914 de L'Illustration, page 251
  - La Veillée..., paru dans le numéro 3736 du Samedi 10 octobre 1914 de L'Illustration, pages 266 et 267 (double page)
  - Engagement de cavalerie: dragons français chargeant des uhlans, paru dans le numéro 3737 du Samedi 17 octobre 1914 de L'Illustration, pages 284 et 285 (double page)
  - Promotion sur le front - Un héros de Roye est fait sous-lieutenant, paru dans le numéro 3738 du Samedi 24 octobre 1914 de L'Illustration, page 303
  - Notre 75 en action, paru dans le numéro 3736 du Samedi 10 octobre 1914 de L'Illustration, pages 306 et 307 (double page)
  - Une galopade héroïque, paru dans le numéro 3739 du Samedi 31 octobre 1914 de L'Illustration, page 325
  - Rencontre nocturne, paru dans le numéro 3740 du Samedi 7 novembre 1914 de L'Illustration, pages 346 et 347 (double page)
  - Dénouement d'un duel aérien: vainqueur et vaincu, paru dans le numéro 3740 du Samedi 7 novembre 1914 de L'Illustration, page 349
  - La Sainte-Elizabeth, paru dans le numéro 3742 du Samedi 21 novembre 1914 de L'Illustration, page 378
  - « Mais tirez donc, les gars! », paru dans le numéro 3744 du Samedi 5 décembre 1914 de L'Illustration, page 437
  - L'interrogatoire, paru dans le numéro 3745 du Samedi 12 décembre 1914 de L'Illustration, page 456
  - La Marseillaise, paru dans le numéro 3745 du Samedi 12 décembre 1914 de L'Illustration, page 465
  - Prisonniers de guerre, paru dans le numéro 3747 du Samedi 26 décembre 1914 de L'Illustration, pages 506 et 507 (double page)

### Affiches
Bibliothèque nationale de France :
- Affiche pour le troisième emprunt national français de la Banque nationale de crédit lors de la Première Guerre Mondiale (1917)

## Galerie

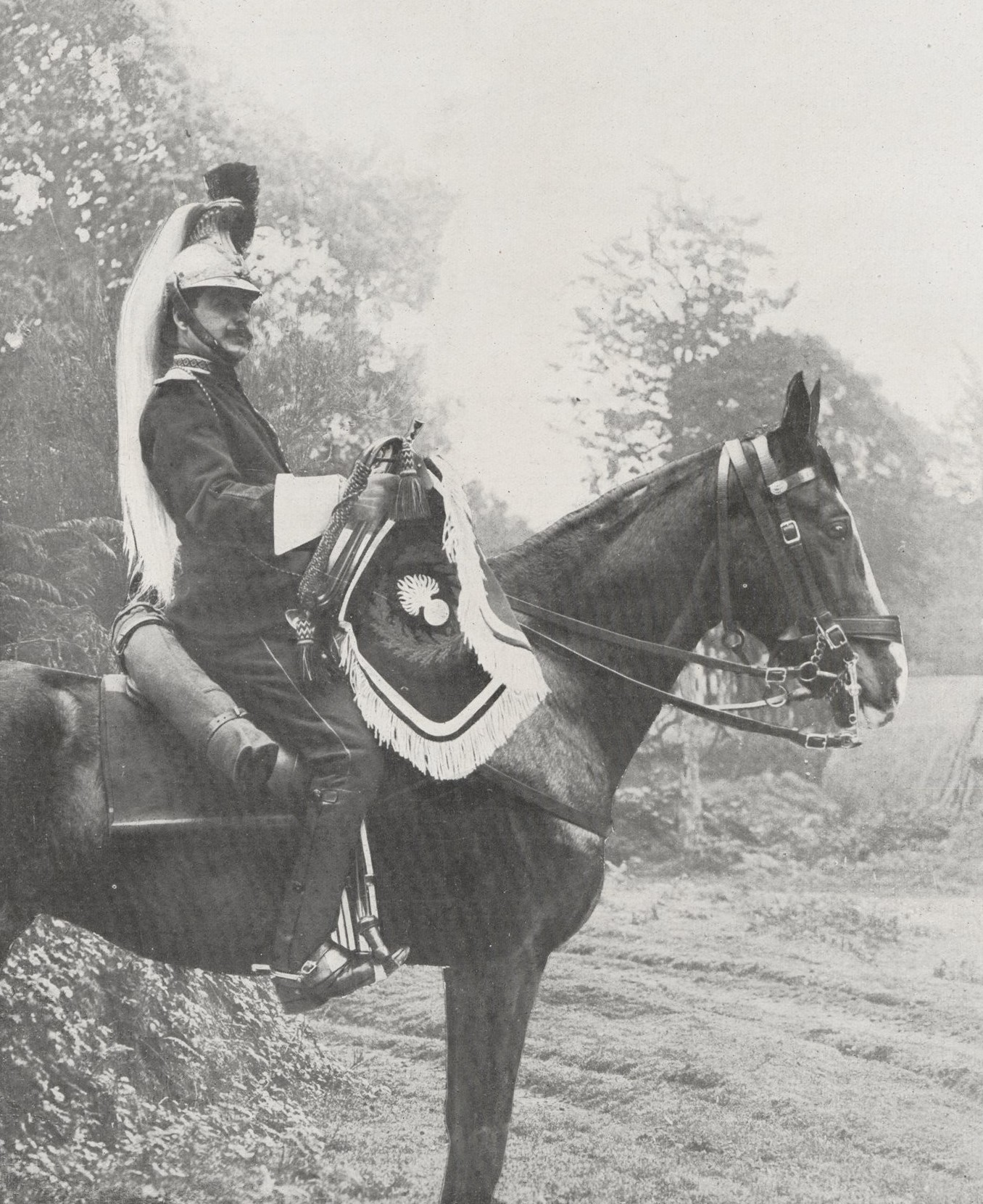
Version d'avril 1912 du projet non finalisé de tenue de cavalerie pour l'armée française
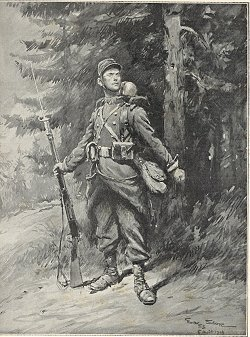
Dessin d'août 1914 : « on ne passe pas ! » paru dans L'Illustration.
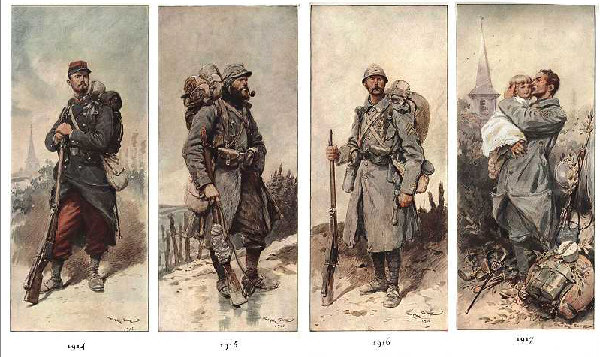
L'évolution du poilu de la Première Guerre mondiale.
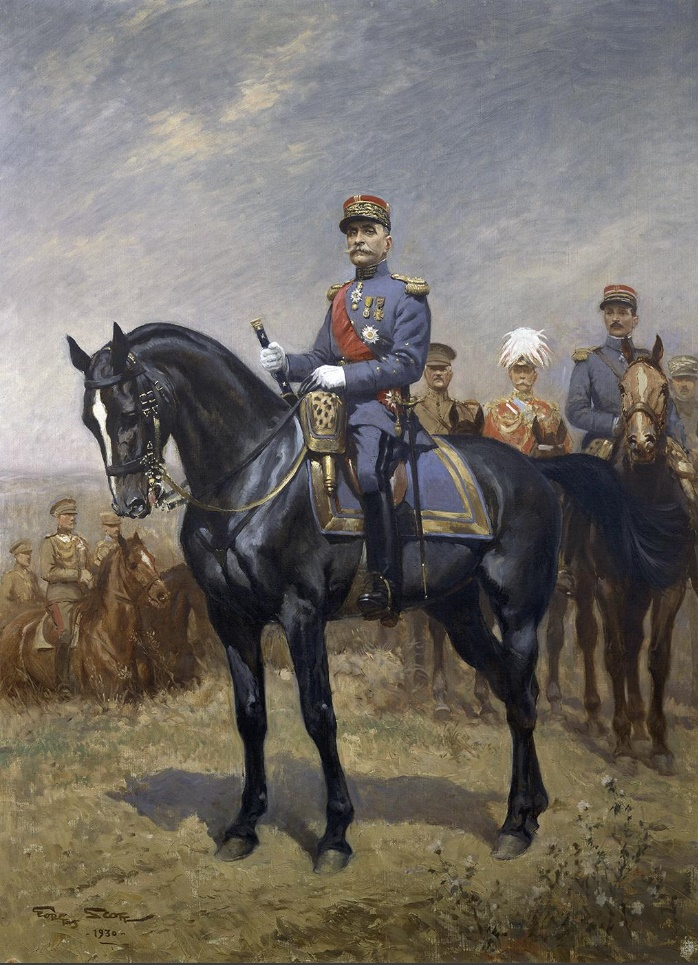
Portrait officiel du maréchal Foch.
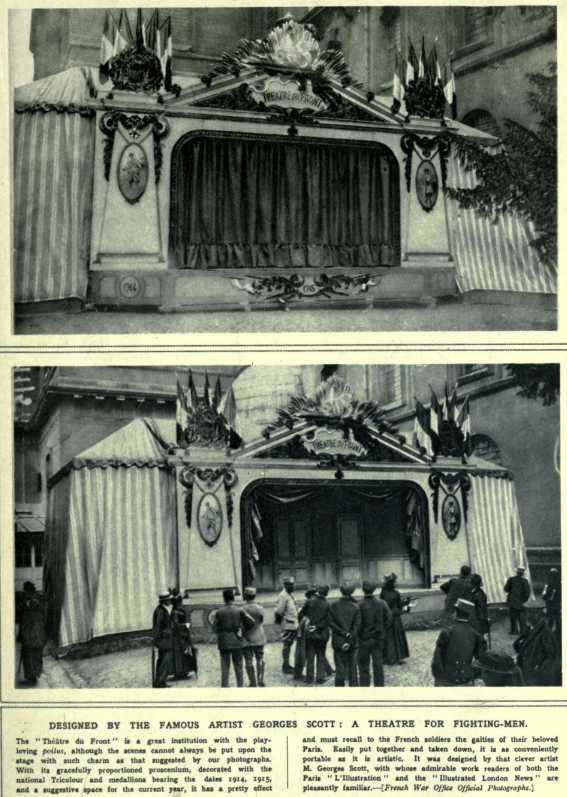
Le théâtre aux armées, scène conçue par Georges Scott en 1916.
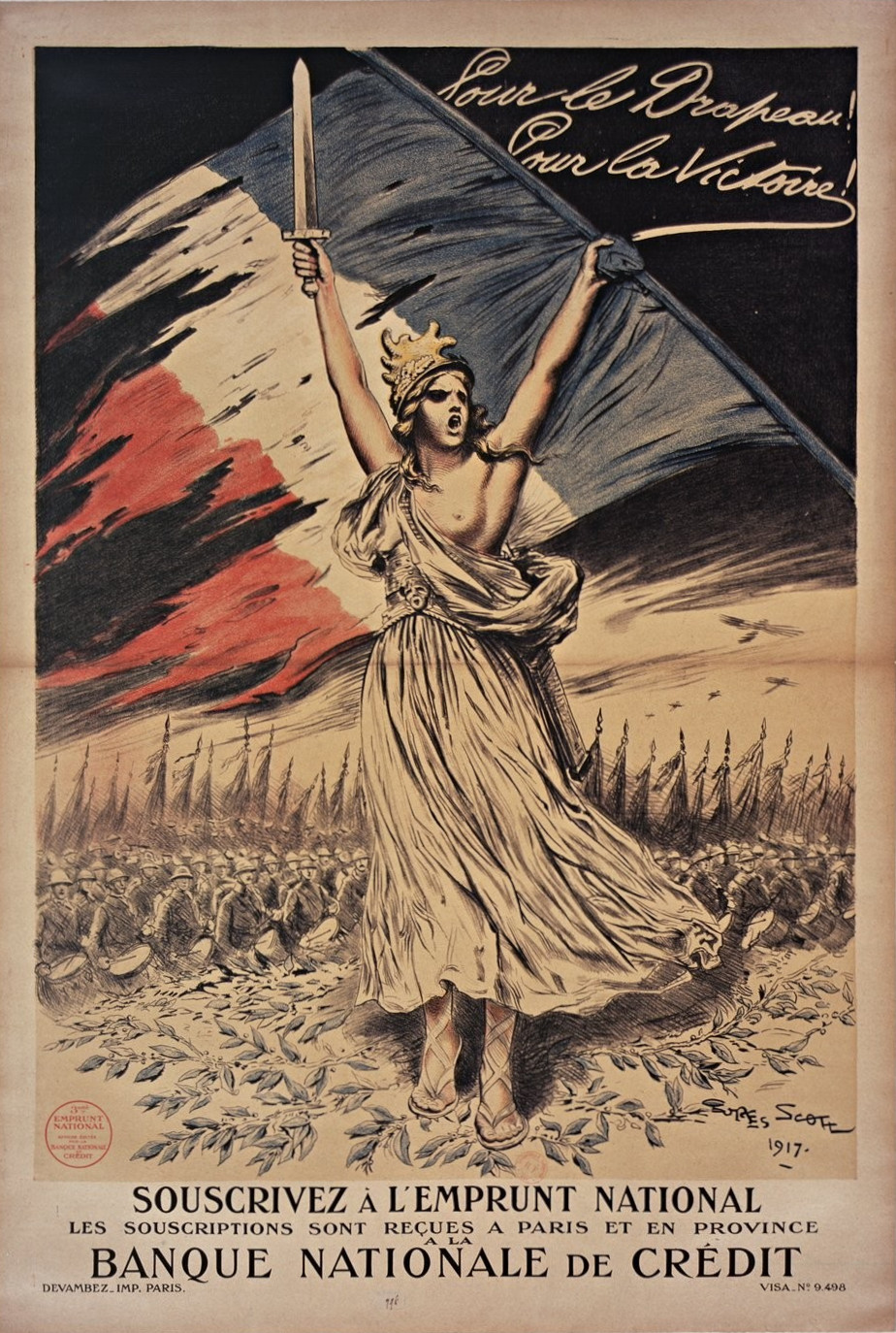
Affiche de 1917 pour le 3e emprunt national français (citant la BNC).
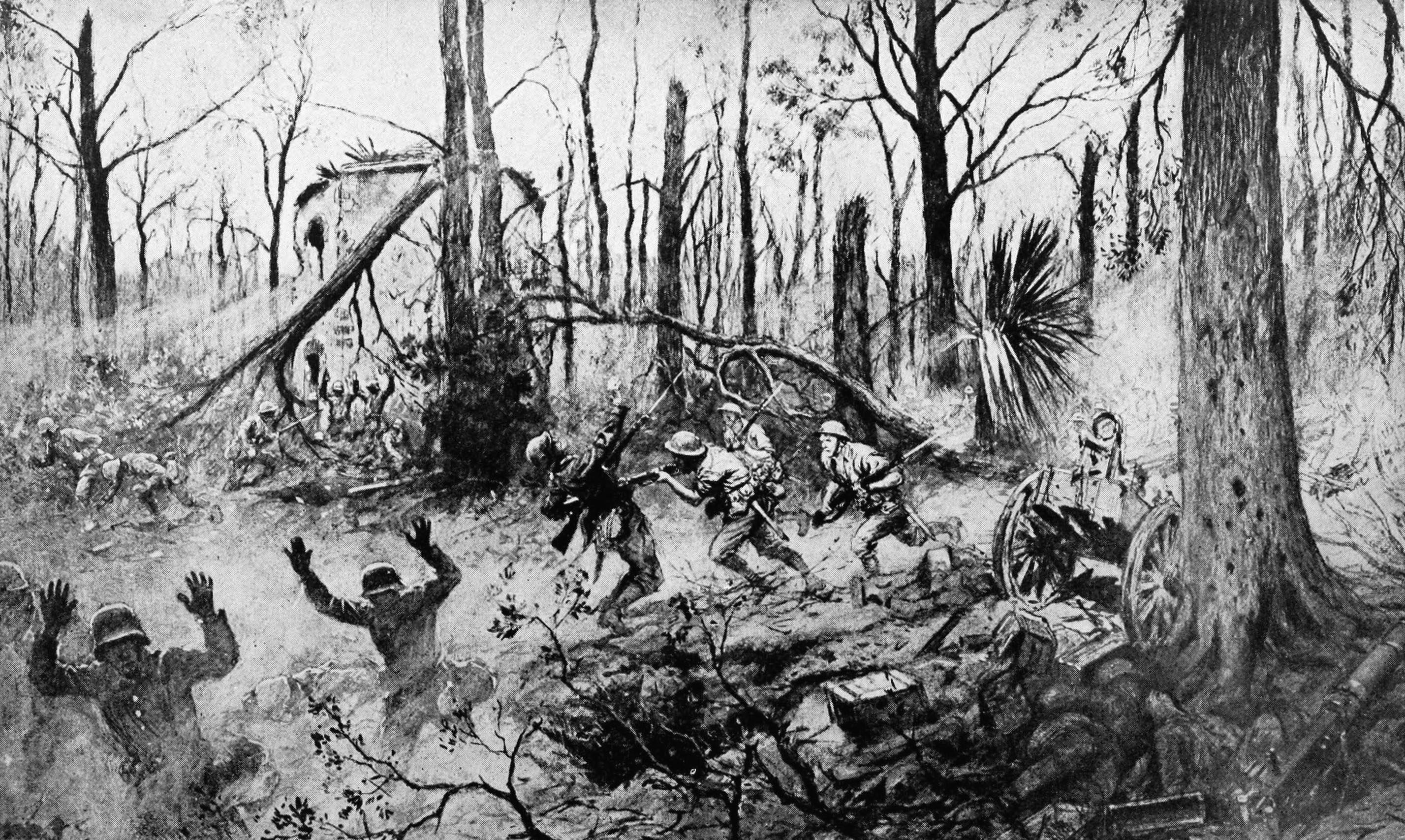
Marines américains au bois de Belleau, dessin pour la Collier's Encyclopedia (1921).
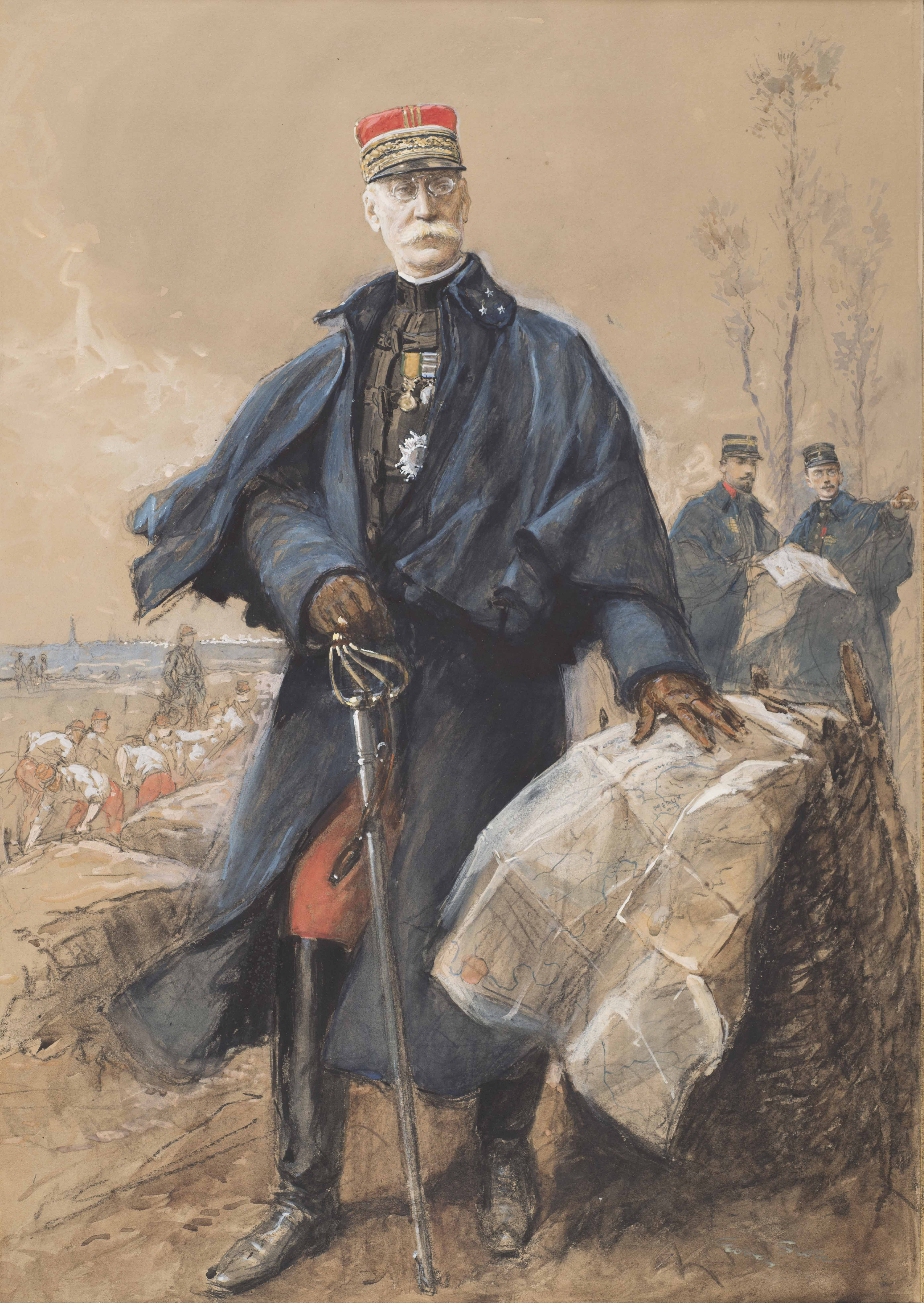
Le Général Galliéni organisant la défense de Paris, 1914
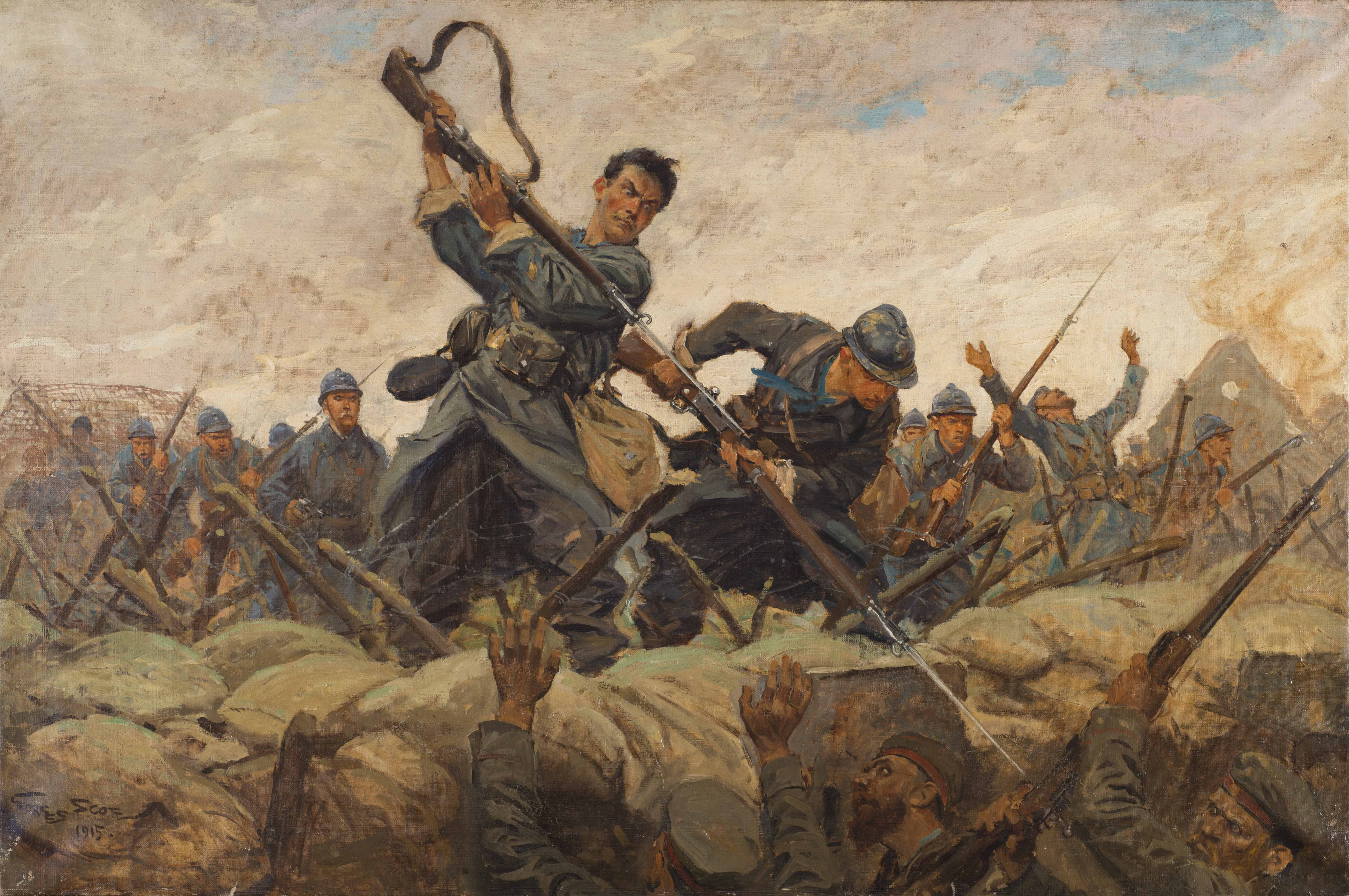
Fantassins français attaquant une tranchée allemande à la baïonnette
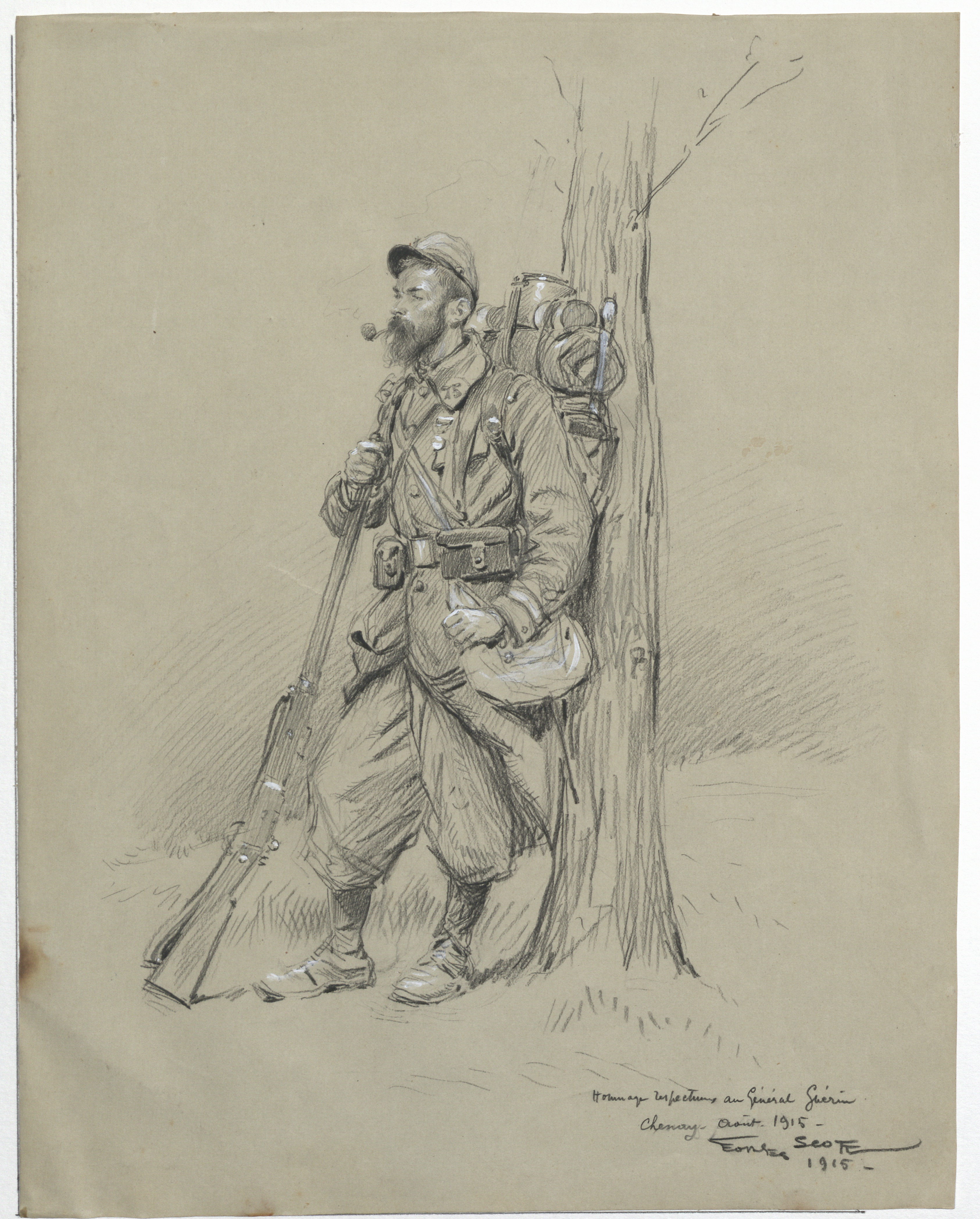
Chenay. Août 1915